# جون روبرت كوب
جون روبرت كوب (بالإنجليزية: John Robert Cobb)‏ هو جراح وجراح عظام أمريكي، ولد في 28 فبراير 1903 في بروكلين في الولايات المتحدة، وتوفي في 24 مارس 1967.